# Cot Bayu
Cot Bayu is een bestuurslaag in het regentschap Aceh Besar van de provincie Atjeh, Indonesië. Cot Bayu telt 328 inwoners (volkstelling 2010).